# Vladar (Machiavelli)
Vladar (tal. Il Principe) je knjiga koju je napisao Niccolò Machiavelli, koji je živio u gradu Firenci u Italiji. 
Niccolò Machiavelli djelo je napisao 1513. godine, ali nije objavljeno do 1532. godine, pet godina nakon Machiavellijeve smrti. 

## Pregled
Knjiga govori o politici i vlasti. Za vrijeme njegova života, Machiavelli je gledao mnoge promjene u vladi u Firenci. On je mislio mnogo o onome što kralj ili knez treba učiniti kako bi vlada bila snažnija. U knjizi je napisao da vladar mora steći moć.
Jedna od stvari koju je rekao i zabrinuo ljude, jest ta da su etika i politika različite. Osoba mora učiniti stvari koje nisu u redu kako bi dobila vlast, ali na vlasti može napraviti dobre stvari. Ova misao uzbunila je ljude.

## Vanjske poveznice
- Il Principe  Arhivirana inačica izvorne stranice od 6. studenoga 2008. (Wayback Machine) na MetaLibri Digital Library.
- Vladar  Arhivirana inačica izvorne stranice od 22. prosinca 2016. (Wayback Machine) Audio knjiga na engleskom.